# 特拉瓦利亚托
特拉瓦利亚托（義大利語：Travagliato），是意大利布雷西亚省的一个市镇。总面积17平方公里，人口13105人，人口密度770.9人/平方公里（2009年）。国家统计（ISTAT）代码为017188。

## 友好城市
- 法國博福尔昂瓦莱